# Trochulus phorochaetius
Trochulus phorochaetius is een slakkensoort uit de familie van de Hygromiidae. De wetenschappelijke naam van de soort is voor het eerst geldig gepubliceerd in 1864 door Jules René Bourguignat.